# Светий Томаж
Светий Томаж (словен. Sveti Tomaž) — поселення в общині Светий Томаж, Подравський регіон‎, Словенія.